# Sääksmäki
Sääksmäki is een dorp en voormalige gemeente in de Finse provincie West-Finland en in de Finse regio Pirkanmaa. Sääksmäki valt onder gemeente Valkeakoski

## Voormalige gemeente
De voormalige gemeente heeft een totale oppervlakte van 216 km² en telde 4467 inwoners in 1970.

## Geboren in Sääksmäki
- Pehr Svinhufvud, premier en president van Finland

Akaa · Hämeenkyrö · Ikaalinen · Juupajoki · Kangasala · Kihniö · Lempäälä · Mänttä-Vilppula · Nokia · Orivesi · Parkano · Pirkkala · Punkalaidun · Pälkäne · Ruovesi · Sastamala · Tampere · Urjala · Valkeakoski · Vesilahti · Virrat · Ylöjärvi
Voormalige gemeenten:
Äetsä · Aitolathi · Eräjärvi · Ikaalisten maalaiskunta · Karkku · Kiikka · Kuhmalahti · Kuorevesi · Kuru · Kylmäkoski · Längelmäki · Luopioinen · Mänttä · Messukylä · Mouhijärvi · Pohjaslavi · Sääksmäki · Sahalahti · Suodenniemi · Suoniemi · Teisko · Toijala · Tottijärvi · Tyrvää · Vammala · Viiala · Viljakkala · Vilppula